# Kościół św. Teresy od Dzieciątka Jezus w Bojadłach
Kościół pw. św. Teresy od Dzieciątka Jezus w Bojadłach – rzymskokatolicki kościół parafialny należący do parafii pod tym samym wezwaniem (dekanat Sulechów diecezji zielonogórsko-gorzowskiej).

## Historia
Jest to świątynia poewangelicka, wzniesiona w latach 1757–58. Ufundowała ją rodzina Kottwitz, a zaprojektował Carl Gotthard Langhans, twórca Bramy Branderburskiej w Berlinie. Przebudowana została w 1961 roku, z kolei w 1985 roku, wymieniono pokrycie dachu na blachę, a w 1998 roku przeprowadzono jej remont.

## Architektura
Budowla jest szachulcowa, posiada konstrukcję słupowo–ramową. Kościół jest orientowany, reprezentuje styl barokowy. Świątynia jest salowa, nie posiada wydzielonego z nawy prezbiterium, zamknięta jest trójbocznie i ma zakrystię na osi. Nawa została wzniesiona na planie wydłużonego ośmiokąta z dwoma wysokimi kruchtami z lewej i prawej strony, zamkniętych ścianą prostą i o kalenicach niższych w stosunku do nawy głównej. 
Z przodu znajduje się wieża z kruchtą w przyziemiu i w górnej części węższa i drewniana. Jest ona zwieńczona klasycystycznym blaszanym dachem hełmowym z iglicą. Kościół nakrywa dach jednokalenicowy, składający się z blachy. Nawa główna nakryta jest wewnątrz stropem płaskim z fasetą, natomiast nawy boczne sklepieniem kolebkowym z dekoracją kasetonową. Ściany są otynkowane. Podłoga została wykonana z drewna. Zachowały się drewniane empory wzdłuż ścian, podparte słupami. Są one połączone chórem muzycznym z wybrzuszonym parapetem w części centralnej z organami barokowymi. 
Ołtarz amonowy reprezentuje styl barokowy i powstał około 1760 roku, ozdabia go współczesna rzeźba Świętej Teresy. Witraże powstały w stylu neobarokowym w latach 1907–12. Epitafia pochodzą z XVIII wieku.